# Sifalimumab
Il sifalimumab è un anticorpo monoclonale umano progettato per il trattamento del lupus eritematoso sistemico, della dermatomiosite e della polimiosite; esso si lega con l'interferone alfa.
Il sifalimumab è stato realizzato dalla casa farmaceutica statunitense MedImmune; nel 2017 lo sviluppo dell'anticorpo è stato interrotto per permettere di concentrare l'attività aziendale sul portare alla fase III delle sperimentazioni cliniche un altro farmaco prodotto dalla MedImmune, l'anifrolumab.